# Јапанска лака крстарица Ои
Крстарица Ои (јап:大井 軽巡洋艦) је била лака крстарица класе Кума, и служила је у јапанској морнарици током Другог светског рата. Име је добила по реци Ои, која протиче кроз префектуру Шизуока, Јапан.

## Позадина
Ои је била четврти од пет бродова серије јапанских лаких крстарица класе Кума. Као и остали бродови ове класе, она је требало да служи као брзи извиђачки брод, или командни брод флотила разарача и подморница.

## Служба

### Рани период
Крстарица Ои је грађена у Кавасакијевом бродоградилишту у Кобеу, и комплетирана је 3. октобра 1921. године. У периоду од 1928. године до 1931. године, она је служила као тренажни брод за питомце јапанске поморске академије у Етађими, Хирошима. У време Шангајског инцидента, 1932. године, Ои је укључена у патролирање дуж кинеске обале, али се враћа својој тренажној улози крајем 1933. године. Од августа 1937. године, како је Други кинеско-јапански рат наставио да ескалира, Ои је укључена у заштуту искрцавања јапанских трупа на обале централне Кине, али се вратила тренажној служби децембра 1937. године, и ту улогу врши све до краја 1939. године.
Дана, 25. августа 1941. године, крстарица Ои одлази у базу Маизуру ради преправке у „торпедну крстарицу“, са десет четвороцевних торпедних апарата Тип-92, за торпеда великог домета Тип-93. Јапанци су планирали да оформе специјалне „Ноћне ударне снаге“, које је требало да чине торпедне крстарице. Модификација је завршена 30. септембра 1941. године, и крстарица Ои је заједно са бродем близанцем, крстарицом Китаками, уврштана у 9-ту дивизију крстарица контраадмирала Фукуђи Кишиа, из састава Прве флоте.

### Рана фаза Пацифичког рата
Током напада на Перл Харбор, 8. децембра 1941. године, крстарица Ои је ескортовала снаге бојних бродова Комбиноване флоте, из њихове базе Хаширађима у заливу Хирошима, до Бонинских острва и назад.
Дана, 12. јануара 1942. године, контраадмирал Матоме Угаки врши инспекцију крстарице Ои, и изражава јако негодовање на план морнарице за употребу недавно преправљене торпедне крстарице, и захтева исправљање морнаричке тактике. Док је јапански адмиралштаб расправљао о извештају, Ои је укључена у заштиту транспорта између Хирошиме и базе Мако на Пескадирским острвима, у периоди од краја јануара до средине априла 1942. године.
Током битке за Мидвеј, крстарица Ои се налазила у сатаву снага вицеадмирала Такусе (операција „АЛ“), и безбедно се враћа у базу Јокосука, 17. јуна 1942. године.

### Брзи транспортни брод
Током августа и септембра 1942. године, крстарице Ои и Китаками су преправљене у брзе транспортне бродове. Од њихових десет четвороцевних торпедних апарата, одстрањена су четири (остало је 24 торпедних цеви). На њима су постављена по два „Daihatsu“ транспортна чамца, и по два троцевна против-авионска топа од 25 mm. Такође су на крми постављене и шине за дубинске бомбе. Након конверзације, Китаками и Ои укрцавају 4. Маизуру специјалну морнаричку десантну јединицу, коју превозе до атола Трук, Каролинска острва, и острва Шортленд, Соломонова острва.
Од краја октобра, па до краја децембра 1942. године, Ои пребацује трупе и снабдевања из база Трук и Манила до Рабаула на Новој Британији, и Буина на Бугенвилу. Дана 21. новембра 1942. године, 9. дивизија крстарица је расформирана, и Ои је директно уврштена у Комбиновану флоту, а 24. децембра се враћа у базу Куре, ради ремонта.
Од 12. јануара 1943. године, Ои учествује у операцији достављања појачања јапанским снагама на Новој Гвинеји. Крстарица Ои се током јануара налазила у сатаву конвоја, који је пребацивао 20-ту пешадијску дивизију из Пусана до Вевака на Новој Гвинеји, преко базе Палау, а фебруара је била саставни део конвоја, који је пребацивао 41-ву пешадијску дивизију, из Цингтаоа до Вевака.
Крстарица Ои је 15. марта 1943. године уврштена у Флоту Југозападне области, под командом адмирала Широ Такасуа и учествује у ескортовању два конвоја; априла месеца, од Сурабаје до Каимана, Нова Гвинеја, а маја месеца, од Сурабаје до Амбона и Каимана. Док се налазила у бази Макасар, 23. јуна 1943. године, Ои је нападнута од америчких бомбардера Б-24 Либератор, из састава 319. пука, 5 ваздушне армије, али пролази без оштећења.
Дана, 1. јули 1943. године, Ои је прикључена 16. дивизији кратарица, из састава Флоте Југозападне области, и базира у Сурабаји као стражарски брод. Након завршеног патролирања по Јаванском мору, августа месеца, Ои одлази у Сингапур, ради ремонта.

### Операције по Индијском океану
Од краја августа 1943. године, до краја јануара 1944. године, крстарице Ои и Китаками су извршиле четири трупне транспортне мисије из Сингапура и Пенанга до Андаманских и Никобарских острва.
Од 27. фебруара 1944. године, крстарице Ои и Кину, заједно са разарачима Уранами, Амагири, Шикинами, су ангажоване у ескортовање тешких крстарица Тоне, Чикума и Аоба, ради препада на трговачке пловне руте у Индијском океану, али до краја априла, генерално остају у близини Сингапура, и Баликпапана и Таракана на Борнеу. Током месеца маја, Ои је првобитно ангажована у транспортним операцијама између Таракана, базе Палау и Соронга (Западна Папуа), а од јуна је враћена патролирању Јаванским морем.
Дана, 6. јула 1944. године, крстарица Ои напуста Сурабају и креће ка Манили, међутим, она је 19. јула опажена у Јужном Кинеском мору, на око 570 наутичких миља од Хонгконга, од америчке подморнице Флешер. Када се крстарица приближила на око 1.300 метара, подморница Флешер испаљује 4 торпеда, од којих два погађају крстарицу Ои, са леве стране, према крми. Једно торпедо не експлодира, док друго експлодира и изазива продор воде у котловско одељење. Подморница Флешер поново испаљује четири торпеда, са даљина од око 3.200 метара, али сва промашују. Међутим, у 17:25 сати, крстарица Ои се нагиње и тоне. Разарач Шикинами спашава капетана Шибу и 368 чланова посаде, док је осталих 153 чланова посаде погинуло. Капетан Шиба, ће касније бити један од чланова јапанске морнаричке делегације, која је потписала капитулацију у Токијском заливу на бојном броду Мисури, 2. септембра 1945. године.
Крстарица Ои је обрисана из списка морнарице 10. септембра 1944. године.

## Листа капетана
- Капетан Такеши Маруо – 4. мај 1921 — 10. новембар 1922.
- Капетан Еиђиро Хамано- 10. новембар 1922 — 1. децембар 1923.
- Капетан Саисуке Хашимото –1. децембар 1923 — 10. мај 1924.
- Капетан Шигеру Мацушита – 10. мај 1924 — 1. децембар 1924.
- Капетан Јуриказу Едахара – 1. децембар 1924 — 20. новембар 1925.
- Капетан Торароку Акијама – 20. новембар 1925 — 15. новембар 1927.
- Капетан Масахару Ебино – 15. новембар 1927 — 10. децембра 1928.
- Капетан Соичи Касуја – 10. децембар 1928 — 1. април 1929.
- Капетан Еикичи Катагири – 1. април 1929 — 30. новембар 1929.
- Капетан Нишизо Цукахара – 30. новембар 1929 — 1. децембар 1930.
- Капетан Шуничи Окада – 1. децембар 1930. 1. април 1931.
- Капетан Масаичи Ниими – 1. април 1931. 15. октобар 1931.
- Капетан Таиђи Ота – 15. октобар 1931 — 1. децембар 1932.
- Капетан Теизо Јаманоучи – 1. децембар 1932 — 1. јун 1934.
- Капетан Кумеичи Хираока – 1. јун 1934 — 15. новембар 1935.
- Капетан Гисабуро Јамагучи – 15. новембар 1935.- 1. децембар 1936.
- Капетан кијохиде Шима – 1. децембар 1936 — 1. децембар 1937.
- Капетан Јасуо Јасуба – 1. децембар 1937 — 10. јануар 1939.
- Капетан Исаму Такеда – 10. јануар 1939 — 15. новембар 1939.
- Капетан Сензабуро Томомура – 15. новембар 1939 — 15. новембар 1940.
- Капетан Јошио Канемасу – 15. новембар 1940 — 1. септембар 1941.
- Капетан Нобуе Моришита – 1. септембар 1941.- 10. април 1942.
- Капетан Моичи Нарита – 10. април 1942 — 3. октобар 1942.
- Капетан Такео Нагаи – 3. октобар 1942 — 24. децембар 1942.
- Капетан Шинширо Сома - 24. децембар 1942 — 23. јул 1943.
- Капетан Шигезо Каваи – 23. јул 1943 — 12. фебруар 1944.
- Капетан Кацуо Шиба – 12. фебруар 1944 — 19. јул 1944.